# 1-alchil-2-acetilglicerolo O-aciltransferasi
La 1-alchil-2-acetilglicerolo O-aciltransferasi è un enzima appartenente alla classe delle transferasi, che catalizza la seguente reazione:
acil-CoA + 1-O-alchil-2-acetil-sn-glicerolo ⇄ CoA + 1-O-alchil-2-acetil-3-acil-sn-glicerolo
Un certo numero di acil-CoA può agire come donatore di acili; l'attività massima si ottiene con il linoleoil-CoA. Non è uguale alla diacilglicerolo O-aciltransferasi (numero EC 2.3.1.20).